# Lago Grand (Novo Brunswick)
O lago Grand é um lago localizado no centro da província de New Brunswick, Canadá, e encontra-se a cerca de 40 km a leste de Fredericton, sendo o maior lago de água doce da província. 

## Descrição
Este lago é drenado pelo rio Jemsege via lago Meadows Grand e rio Saint John.
Este local é bastante popular não só entre os moradores locais mas pelo turismo de recreação, contribuindo para isso as suas muitas praias e casas existentes nas suas margens.
Barcaças comerciais carregando produtos florestais rebocaram através do lago de uma serraria localizada em Chipman para uma fábrica de celulose na localidade de Saint John, até à década de 1990. 
Existem outras atividades industriais em redor do lago, incluindo a área de New Brunswick que teve a maior mineração local. Atualmente apenas se encontra em atividade a extração de carvão com minas na extensa faixa do Vale de Creek Newcastle, uma central elétrica a carvão, operada pela NB Power, está localizada nas margens do lago perto da aldeia de Minto.
Entres os povoados ao redor do lago distinguem-se: 
- Minto
- Princess Park
- Grand Lake West
- Douglas Harbour
- Jemseg
- Mill Cove
- Youngs Cove
- Cumberland Bay

Entre os afluentes deste lago encontram-se vários lagos e rios, sendo de destacar entre eles:
- Newcastle Creek
- Rio Salmon
- Coal Creek
- Lago Maquapit